# Siphonaptera
Las pulgas son parásitos externos hematófagos (se alimentan de la sangre) de diversos animales y humanos, y pueden dar saltos largos en proporción a su tamaño y alcanzar fácilmente a nuevos huéspedes, gracias a que en sus articulaciones poseen resortes de la proteína más elástica conocida, la resilina, igual que otros insectos como saltamontes y langostas. Se conocen unas 1900 especies.[cita requerida]
Las pruebas genéticas indican que las pulgas son un linaje especializado de escorpiónidos parásitos (Mecoptera) sensu lato, relacionado más estrechamente con la familia Nannochoristidae. Las primeras pulgas conocidas vivieron en el Jurásico medio; las formas de aspecto moderno aparecieron en el Cenozoico. Probablemente las pulgas se originaron primero en los mamíferos y ampliaron su alcance a las aves. Cada especie de pulga se especializa, más o menos, en una especie de hospedador: muchas especies de pulgas nunca se reproducen en ningún otro hospedador; otras son menos selectivas. Algunas familias de pulgas son exclusivas de un solo grupo de hospedadores; por ejemplo, los Malacopsyllidae sólo se encuentran en los armadillos, los Ischnopsyllidae sólo en los murciélagos y los Chimaeropsyllidae sólo en las musarañas elefante.[cita requerida]
La pulga oriental de la rata, Xenopsylla cheopis, es un vector de Yersinia pestis, la bacteria que causa la peste bubónica. La enfermedad se propagaba a los seres humanos a través de roedores como la rata negra, picados por pulgas infectadas. Entre los brotes más importantes se encuentran la peste de Justiniano, hacia el año 540, y la peste negra, hacia 1350, cada una de las cuales ocasionó la muerte de una fracción considerable de la población mundial.[cita requerida]
Las pulgas aparecen en la cultura humana en formas tan diversas como circos de pulgas; poemas, como el erótico "La pulga" de John Donne; obras musicales, como las de Modest Músorgski; y una película de Charlie Chaplin.

## Características

Partes del cuerpo de una pulga.

Las pulgas son invertebrados pequeños (de 1,5 a 3,3 mm —milímetros— de largo) que carecen de alas, son muy ágiles, de color generalmente oscuro (por ejemplo, la pulga de los gatos es de color rojizo-parduzco), cuentan con un mecanismo bucal de tubos especialmente adaptado para poder alimentarse de la sangre de sus huéspedes. Tienen el cuerpo comprimido lateralmente, lo que les permite desplazarse con facilidad entre los pelos o plumas del huésped. Tienen las patas largas y las traseras están adaptadas para el salto, que puede ser de hasta 18 cm (centímetros) en dirección vertical y 33 cm en dirección horizontal. Esto representa una distancia de hasta 200 veces su propia longitud, lo que convierte a las pulgas en el mejor saltador entre los animales en relación con su tamaño corporal. 
El salto de la pulga es tan rápido y enérgico que supera las capacidades del músculo, y en lugar de depender de la fuerza muscular directa, las pulgas almacenan la energía muscular en una almohadilla de la proteína elástica llamada resilina antes de liberarla rápidamente (como un humano que utiliza un arco y una flecha). Inmediatamente antes del salto, los músculos se contraen y deforman la almohadilla de resilina, almacenando lentamente la energía que luego puede ser liberada muy rápidamente para impulsar la extensión de las patas para la propulsión. Para evitar la liberación prematura de energía o movimientos de la pata, la pulga emplea un "mecanismo de captura". Al principio del salto, el tendón del músculo saltador primario pasa ligeramente por detrás de la articulación coxo-trocantérea, generando un torque que mantiene la articulación cerrada con la pata cerca del cuerpo. Para desencadenar el salto, otro músculo tira del tendón hacia delante hasta que pasa por el eje de la articulación, generando el par opuesto para extender la pierna e impulsar el salto mediante la liberación de la energía almacenada. Se ha demostrado mediante vídeos de alta velocidad que el despegue real se produce desde las tibias y los tarsos y no desde las patas (rodillas).
El cuerpo de la pulga es duro, pulido, y está cubierto con muchos pelos y espinas cortas dirigidas hacia atrás. Esta característica les asegura un tránsito fluido entre los cabellos del huésped. La dureza de su cuerpo les permite soportar grandes presiones (probablemente como resultado de una adaptación para sobrevivir el rascado, etc.), incluso la ejercida por los dedos humanos.

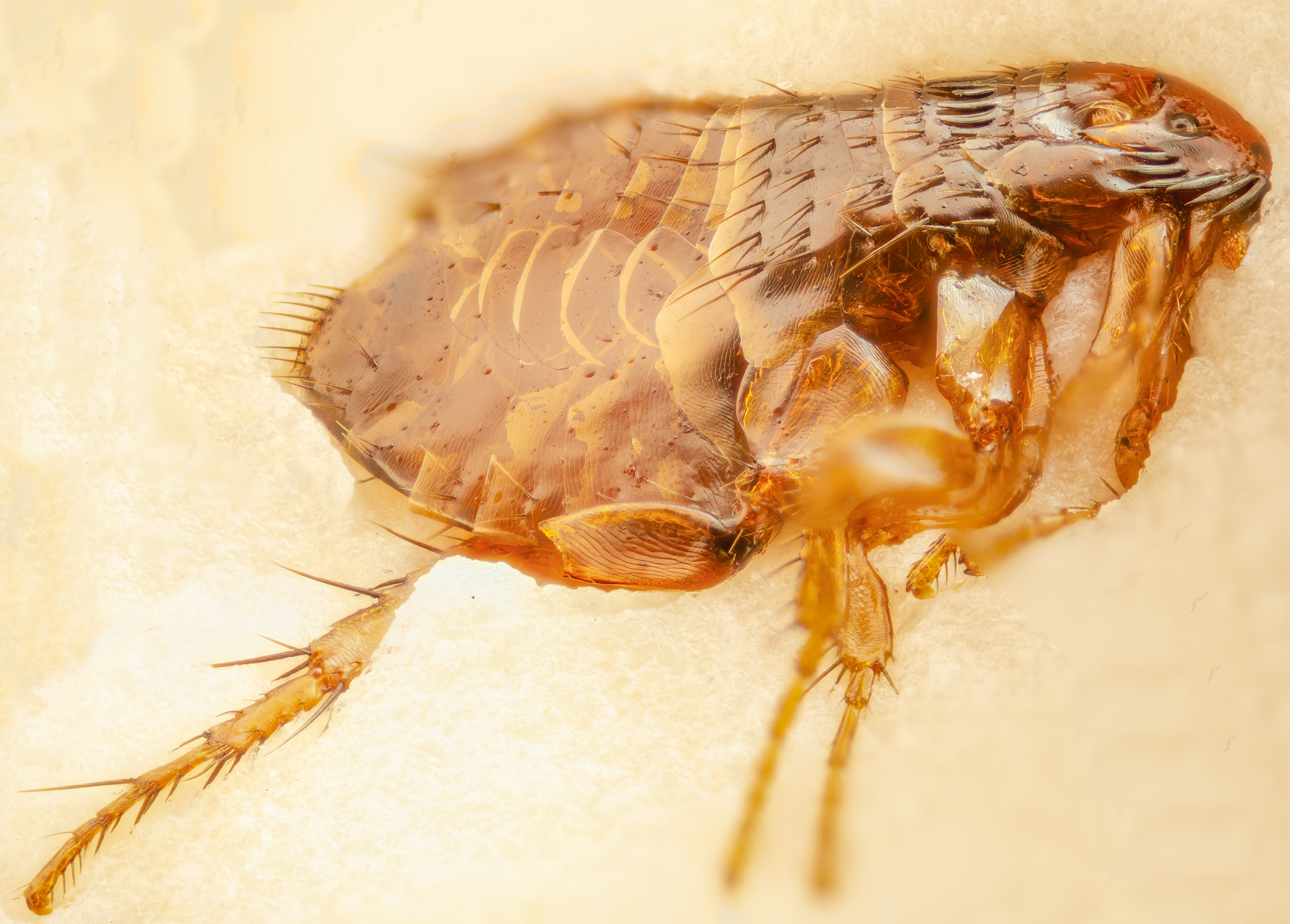
Pulga, de perro, toma macro

## Ciclo vital
Las pulgas son insectos holometábolos, es decir, tienen metamorfosis completa y pasan por un completo ciclo vital con estadios de huevo, larva, pupa y adulto. El periodo en que se completa el ciclo de huevo a adulto varía de dos semanas a ocho meses dependiendo de la temperatura, humedad, alimento y especie. Normalmente, tras alimentarse de sangre, la hembra deposita entre 15 y 20 huevos por día, hasta 600 en toda su vida, usualmente sobre el hospedador (perros, gatos, ratas, conejos, ratones, ardillas, ardillas listadas, mapaches, zarigüeyas, zorros, pollos, humanos, etc.). Los huevos depositados sueltos en el pelaje caen en su mayor parte por todos lados, especialmente donde el hospedador descansa, duerme o nidifica (alfombrillas, alfombras, muebles tapizados, cajas de perros y gatos, perreras, cajas de arena, ascensores de edificios donde se acuestan los perros, gatos, etc.)

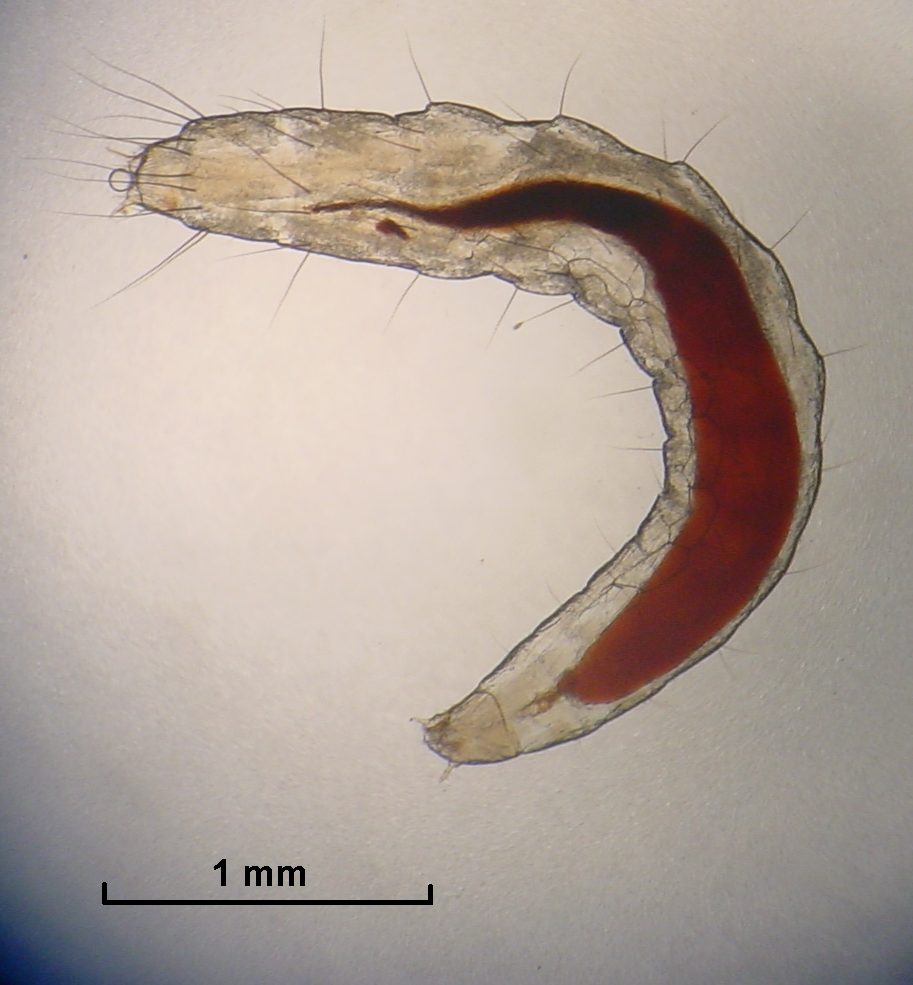
Larva de pulga.

Los huevos eclosionan entre dos y catorce días después de la puesta. De ellos salen larvas vermiformes de vida libre. Las larvas se refugian en las grietas y hendiduras del suelo, a lo largo de los rodapiés, bajo los bordes de las alfombrillas, en muebles o camas, dentro de las edificaciones. Si el desarrollo es a la intemperie tiene lugar en suelos de arena o grava (cajas de arena húmedas, bajos de las casas sucias, bajo los arbustos, etc.) donde el hospedador puede descansar o dormir. La arena y grava son muy adecuadas para el desarrollo larvario, que es la razón por la que las pulgas son llamadas erróneamente «pulgas de arena».
Las larvas son ciegas, evitan la luz, pasan por tres mudas larvarias y tardan de una semana a varios meses en desarrollarse. Su alimento consiste en sangre digerida de las heces de pulgas adultas, piel muerta, pelo, plumas y otros restos orgánicos (las larvas no chupan sangre.) Las pupas maduran al estado de adultos dentro de un capullo de seda tejido por la larva, el cual adhieren al pelo de mascotas, fibras de alfombras, polvo, trozos de hierba y otros restos. En alrededor de cinco a catorce días emergen las pulgas adultas o pueden permanecer en estado latente en el interior del capullo hasta detectar vibración (movimiento de personas o mascotas), presión (el animal hospedador apoyado sobre ellas), calor, humedad o dióxido de carbono (significando que una potencial fuente de sangre está cerca). La mayoría de las pulgas pasan el invierno en el estado de larva o pupa con mejor supervivencia y crecimiento durante inviernos cálidos y húmedos y en la primavera.
Las diferentes especies de pulgas tienen preferencia por ciertos huéspedes, pero no especificidad.

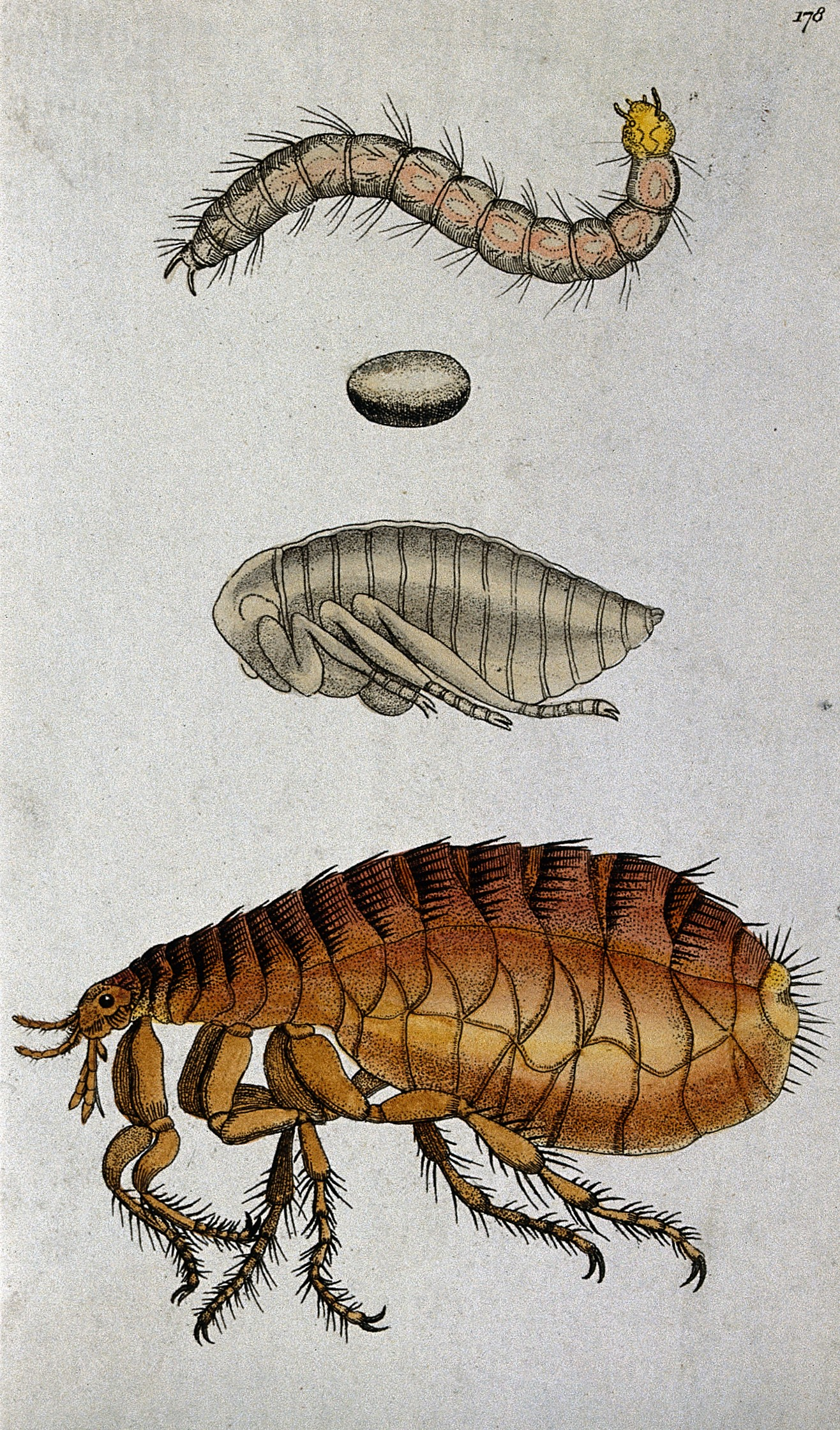
Estadios de una pulga del perro (Ctenocephalides canis): adulto, pupa, huevo y larva, da abajo a arriba.

## Tratamiento
Una población típica de pulgas en una casa consta del 50 % de huevos, 30 % de larvas, 10 % de pupas y 5 % de adultos. Solamente los adultos están en los animales, que tienen  la sangre que les sirve de alimentación, mientras que el resto están repartidos por el entorno. Por lo tanto para eliminar las pulgas se deberían tener en cuenta las siguientes acciones en la casa, ya que son un factor clave en la desaparición del 95 % de la infestación.
- Pasar la aspiradora por todos los rincones de la casa. Además la aspiración estimula la pupa y la obliga a salir de su capullo resistente a los insecticidas, haciendo que eclosione y obligándola a estar en contacto con los productos químicos.
- Lavar toda la ropa con la que el animal ha estado en contacto con agua muy caliente (60 °C —grados Celsius—).
- Utilizar un insecticida específico para las pulgas.
- Utilizar tierra de diatomeas, es uno de los tratamientos no industriales más efectivos contra la infestación de pulgas en los hogares.

## Las pulgas como vectores de enfermedades

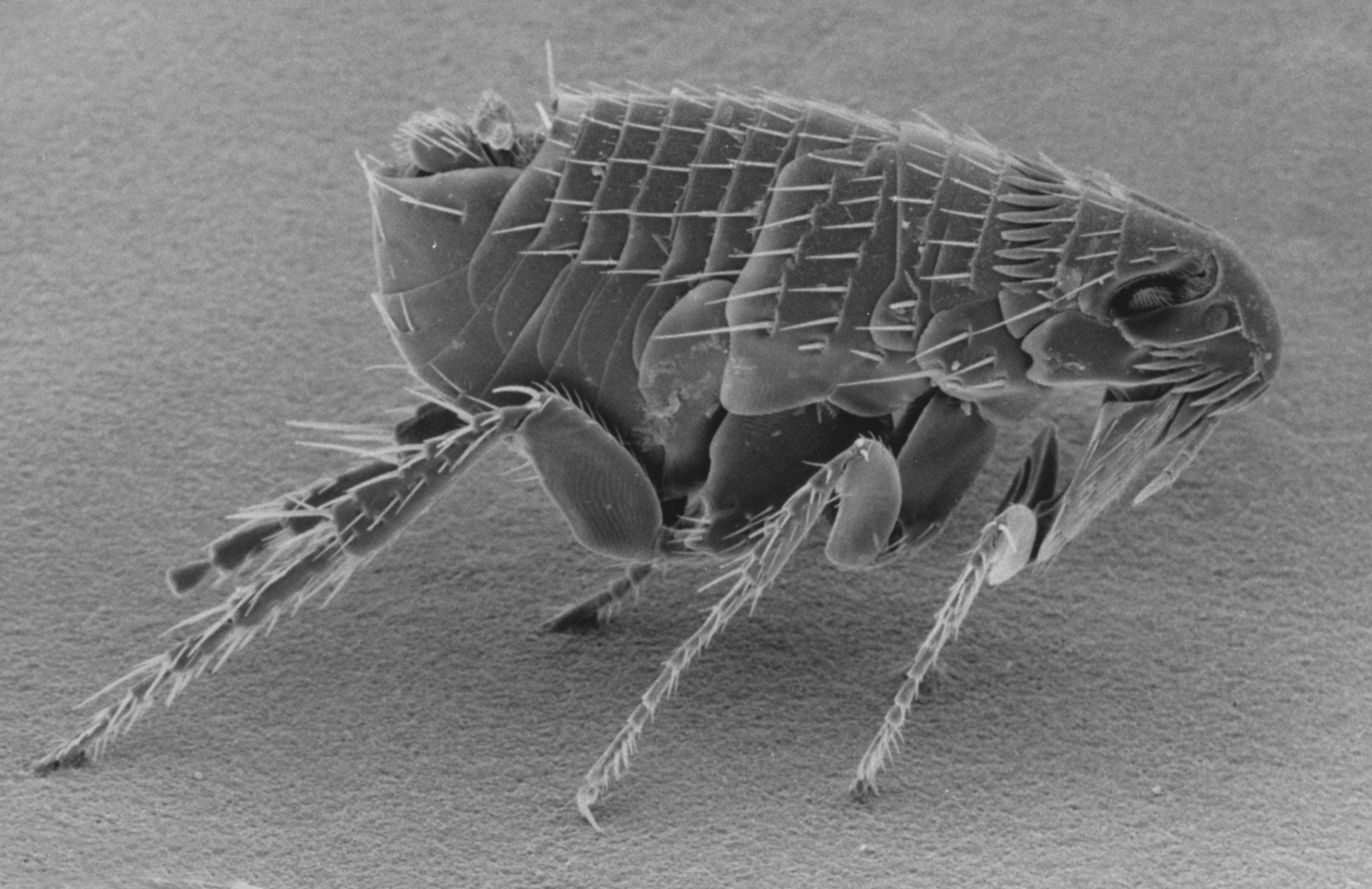
Micrografía electrónica de una pulga adulta del género Ctenocephalides

En la mayor parte de los casos, las pulgas son sólo una molestia para sus huéspedes, pero algunas personas y animales sufren una reacción alérgica a la saliva de la pulga, produciéndose erupciones. Las picaduras de pulga generalmente tienen como resultado la formación de unas zonas inflamadas y ligeramente elevadas que producen picazón y que tienen un solo punto de picadura en el centro.[cita requerida]
También, las pulgas pueden transmitir enfermedades como el tifus y la devastadora peste bubónica, transmitida entre roedores y humanos por la pulga de la rata de alcantarilla (Nosopsyllus fasciatus) y la pulga de la rata negra (Xenopsylla cheopis).[cita requerida]

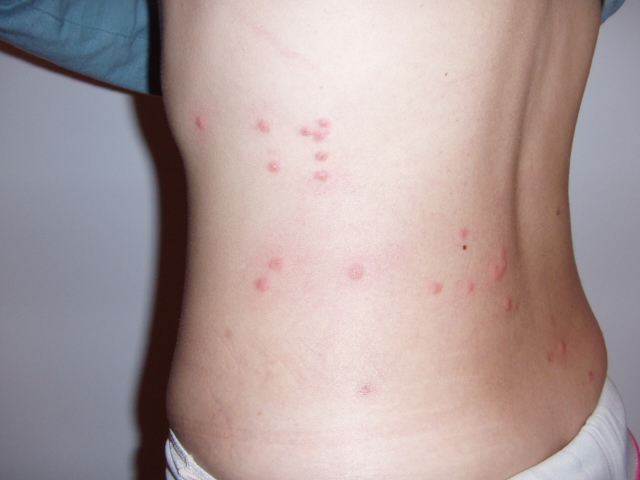
Mordeduras de pulgas en un humano

Las pulgas se alimentan de una gran variedad de vertebrados de sangre caliente, como perros, gatos, conejos, ardillas, hurones, ratas, ratones, pájaros y, a veces, seres humanos. Generalmente, las pulgas se especializan en una especie o grupo de especies hospedadoras, pero a menudo pueden alimentarse de otras especies pero no reproducirse en ellas. Ceratophyllus gallinae afecta tanto a las aves de corral como a las silvestres. Además del grado de parentesco de un hospedador potencial con el hospedador original de la pulga, se ha demostrado que las pulgas aviares que explotan una serie de hospedadores, sólo parasitan especies con baja respuesta inmunitaria. En general, la especificidad del hospedador disminuye a medida que disminuye el tamaño de la especie hospedadora. Otro factor son las oportunidades de que dispone la pulga para cambiar de especie hospedadora; éstas son menores en las aves que anidan en colonias, donde la pulga puede no encontrarse nunca con otra especie, que en las aves que anidan en solitario. Un hospedador grande y longevo proporciona un entorno estable que favorece a los parásitos específicos del hospedador.
Aunque existen especies denominadas pulgas del perro (Ctenocephalides canis Curtis, 1826) y pulgas del gato (Ctenocephalides felis), las pulgas no siempre son estrictamente específicas de una especie. Un estudio realizado en Virginia examinó 244 pulgas de 29 perros: todas eran pulgas de gato. No se habían encontrado pulgas de perro en Virginia en más de 70 años, y puede que ni siquiera se den en EE. UU., por lo que una pulga encontrada en un perro es probablemente una pulga de gato (Ctenocephalides felis). La pulga común (Pulex irritans), la del perro (Ctenocephalides canis) y la del gato (Ctenocephalides felis) pueden ser huéspedes intermediarios de cestodos (tenias o solitarias) como Dipylidium caninum o Hymenolepis diminuta los cuales pueden parasitar al hombre.
Una teoría sobre la falta de pelo en los humanos es que la pérdida de pelo ayudó a los humanos a reducir su carga de pulgas y otros ectoparásitos[31].

### Efectos directos de las picaduras

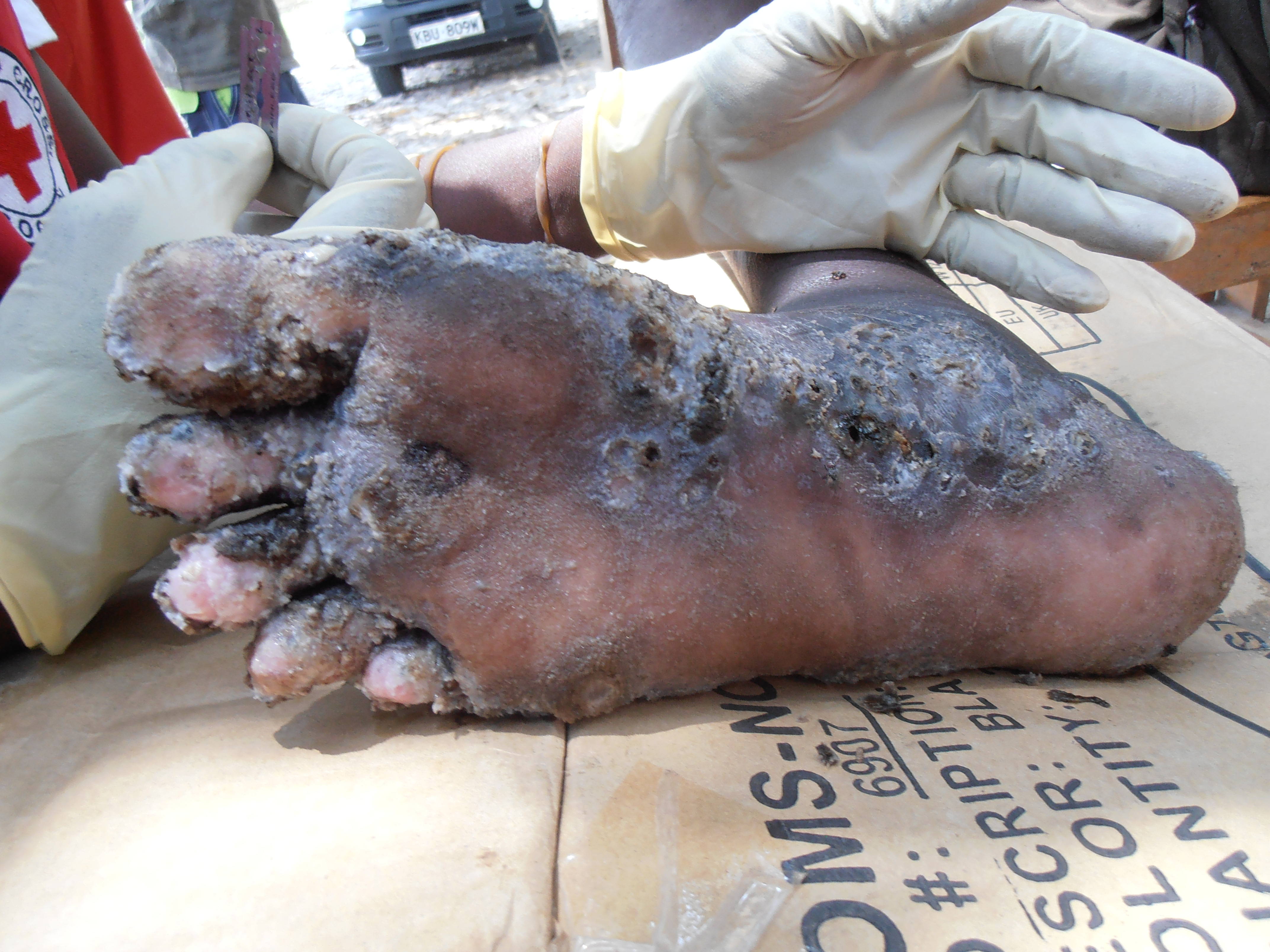
Pie humano infestado de pulgas jigger, Tunga penetrans

En muchas especies, las pulgas son principalmente una molestia para sus huéspedes, causando una sensación de picor que a su vez hace que el huésped intente eliminar la plaga mordiendo, picoteando o rascándose. Sin embargo, las pulgas no son sólo una fuente de molestias. Las picaduras de pulga provocan la formación de un nódulo ligeramente elevado, hinchado e irritante en la epidermis en el lugar de cada picadura, con un único punto punzante en el centro, como una picadura de mosquito.: 126  Esto puede provocar una enfermedad cutánea eczematous pruriginosa llamada dermatitis alérgica a las pulgas, que es común en muchas especies huésped, incluidos perros y gatos. Las picaduras suelen aparecer en racimos o líneas de dos picaduras, y pueden permanecer con picor e inflamadas hasta varias semanas después. Las pulgas pueden provocar una caída secundaria del pelo como consecuencia de los frecuentes rascados y mordiscos del animal. También pueden causar anemia en casos extremos.: 126 